# ستریس پریبوس
سِتِریس پِریبوس (Ceteris paribus) (همچنین caeteris paribus نوشته می‌شود) (کلاسیک) یک عبارت لاتین است، به معنای «برابری سایر چیزها»؛ برخی دیگر از ترجمه‌های این عبارت، عبارتند از «برابر بودن همه چیزهای دیگر»، «ثابت نگه داشتن سایر چیزها»، «تغییر نکردن همه چیزهای دیگر» و «برابر بودن همه چیزهای دیگر». گزاره‌ای در مورد یک رابطه علّی، تجربی، اخلاقی یا منطقی بین دو حالت رویداد، در صورت ثابت بودن سایر شرایط (ceteris paribus) است، اگر اذعان شود که این گزاره، اگرچه معمولاً در شرایط مورد انتظار دقیق است، اما می‌تواند به دلیل عوامل مداخله‌گر رَد شود، یا رابطه می‌تواند توسط آنها از بین برود.
شرایط ستریس پریبوس اغلب کلید تحقیقات علمی است، زیرا دانشمندان به دنبال حذف عواملی هستند که رابطه مورد نظر را مختل می‌کنند. بنابراین، به عنوان مثال، همه‌گیرشناس‌ها ممکن است به دنبال کنترل متغیرهای مستقل به عنوان عواملی باشند که ممکن است بر متغیرهای وابسته - نتایج مورد نظر - تأثیر بگذارند. به همین ترتیب، در مدل‌سازی علمی، ساده‌سازی فرضیات، امکان تصویرسازی مفاهیمی را که مربوط به تحقیق در نظر گرفته می‌شوند، فراهم می‌کند. مثالی در علم اقتصاد این است که «اگر قیمت شیر کاهش یابد، با ثابت بودن سایر شرایط، مقدار شیر مورد تقاضا افزایش خواهد یافت». این بدان معناست که اگر عوامل دیگری مانند کاهش قیمت، اهداف قیمت‌گذاری، مطلوبیت و روش‌های بازاریابی تغییر نکنند، کاهش قیمت شیر منجر به افزایش تقاضا برای آن خواهد شد.

## علم‌اقتصاد
برخی از نمونه‌های شرایط ستریس پریبوس که معمولاً در اقتصاد به کار می‌روند عبارتند از:
- تعداد مصرف‌کنندگان در بازار
- سلیقه یا ترجیحات مصرف‌کننده
- قیمت کالاهای جایگزین
- انتظارات قیمتی مصرف‌کننده
- درآمد شخصی[۶]